# Golczewo
Pour l’article homonyme, voir Golczewo (Stargard).
Golczewo (prononcé [ɡɔlˈt͡ʂɛvɔ], en allemand : Gülzow) est une ville de la voïvodie de Poméranie occidentale, dans le nord-ouest de la Pologne. Elle est le siège de la gmina de Golczewo, dans le powiat de Kamień.

## Nom
Le nom de la ville est à l'origine de celui de la famille von der Goltz, famille de la noblesse prussienne.

## Histoire
De 1818 à 1945, Gülzow fait partie de l'arrondissement de Cammin-en-Poméranie (de) dans le district de Stettin au sein de la province de Poméranie.